# Al-Àixath ibn Qays al-Kindí
Al-Àixath ibn Qays al-Kindí (àrab: الأشعث بن قيس الكندي, al-Axʿaṯ b. Qays al-Kindī) (governació de Xabwa, 599 - Kufa, 5 de març de 661) fou un company del profeta Mahoma i un general àrab musulmà, governador de l'Azerbaidjan i governador de facto de l'Armènia àrab, suposadament sota el califa Alí (656-661). Era governador de l'Azerbaidjan el 657 quan va prendre partit per Alí, però després el va trair i es va passar al bàndol de Muàwiya I. A l'Armènia els àrabs havien designat Hamazaspes Mamiconi com a governador, però aquest al cap d'uns mesos es va passar al partit romà d'Orient rebent el títol de curopalata. Hauria ocupat el lloc de Habib ibn Màslama, el 657.
No se sap fins quan va governar ni qui en va ser el successor, ja que no s'esmenta cap nom com a governador durant un quart de segle, excepte el de Parhapa, general de les tropes musulmanes d'Armènia, esmentat per Joan el Catolicós, que seria el nom armeni de l'àrab Fadala ibn Ubayd, que operava militarment a l'oest d'Armènia el 668, sent assenyalat com a cap (general) de les tropes musulmanes.